# 奇特拉帕卡姆
奇特拉帕卡姆（Chitlapakkam），是印度泰米尔纳德邦Kancheepuram县的一个城镇。总人口25292（2001年）。

## 人口
该地2001年总人口25292人，其中男性13087人，女性12205人；0—6岁人口2213人，其中男1114人，女1099人；识字率83.80%，其中男性为85.54%，女性为81.94%。